# Flaga Madagaskaru

Flaga prezydenta Madagaskaru

Flaga ludu Merina

Flaga Madagaskaru została przyjęta 14 października 1958, dwa lata przed uzyskaniem przez ten kraj niepodległości. Składa się z trzech pasów: pionowego białego i poziomych: czerwonego i zielonego. Biel i czerwień były kolorami używanymi przez władców istniejącego na wyspie, przedkolonialnego, królestwa Merina, podbitego przez Francję w 1896. Zieleń to kolor Hova, wpływowej klasy chłopów, która odegrała ważną rolę w walce o niepodległość.

## Flagi prezydenckie

Flaga prezydenta Philiberta Tsiranany z 1959 roku
Flaga prezydenta Philiberta Tsiranany z lat 1959–1972, awers
Flaga prezydenta Philiberta Tsiranany z lat 1959–1972, rewers
Flaga prezydenta Gabriela Ramanantsoy z lat 1972–1975, awers
Flaga prezydenta Gabriela Ramanantsoy z lat 1972–1975, rewers
Flaga prezydenta Didiera Ratsiraki z lat 1976–1993, awers
Flaga prezydenta Didiera Ratsiraki z lat 1976–1993, rewers
Flaga prezydenta Alberta Zafy z lat 1993–1996, awers
Flaga prezydenta Alberta Zafy z lat 1993–1996, rewers
Flaga prezydenta Didiera Ratsiraki z lat 1998–2002, awers
Flaga prezydenta Didiera Ratsiraki z lat 1998–2002, rewers

## Flagi historyczne

Flaga Królestwa Meriny z lat 1787–1885
Flaga Protektoratu Malagasy z lat 1885–1896
Flaga Madagaskaru jako kolonii francuskiej z lat 1896–1958

## Proporce

Flaga szefa sztabu armii brygady generalnej
Flaga szefa sztabu armii pionów generalnych
Proporzec szefa sztabu sił powietrznych w randze komandora lub poniżej
Proporzec szefa sztabu sił powietrznych w randze kontradmirała
Proporzec szefa sztabu sił powietrznych w randze wiceadmirała
Proporzec komandora marynarki wojennej
Proporzec komandora bazy marynarki wojennej
Proporzec dowódcy okrętu